# Infest
Infest — второй студийный альбом калифорнийской рок-группы Papa Roach. Был выпущен 25 апреля 2000 года и занял двадцатое место по количеству продаж в США. Был сертифицирован трижды платиновым 18 июля 2001 года. Поднялся на пятое место в американском чарте Billboard 200.

## Релиз
Альбом Infest был выпущен в США и Канаде 25 апреля 2000 года после радиопостановки песни «Last Resort». Альбом дебютировал под номером 30 в чарте Billboard 200. Песня «Last Resort» стала хитом в 2000 году и достигла пика № 1 в чарте Billboard Modern Rock Tracks. С массовым успехом Last Resort альбом занял 5 место в чарте Billboard 200 и был сертифицирован RIAA платиновым 3 раза в 2001 году. Последующие синглы Broken Home и Between Angels and Insects, также вошли в чарты. После успеха альбома группа Papa Roach отправилась в несколько туров. В 2000 году группа выступала в таких турах как Vans Warped Tour и Anger Management Tour с Limp Bizkit, а также с рэп- и хип-хоп-исполнителями, такими как Eminem, E-40, Xzibit и Ludacris. В 2001 году группа гастролировала в Ozzfest, где они выступали на главной сцене, в туре по США и Великобритании. Группа также играла в разных шоу MTV в 2001 году. Infest стал 20-м продаваемым альбомом 2000 года и разошёлся тиражом более 6 миллионов копий по всему миру.

## Список композиций
Вся музыка и песни написаны Papa Roach
| №                   | Название                               | Длительность |
| ------------------- | -------------------------------------- | ------------ |
| 1.                  | «Infest»                               | 4:09         |
| 2.                  | «Last Resort»                          | 3:19         |
| 3.                  | «Broken Home»                          | 3:41         |
| 4.                  | «Dead Cell»                            | 3:06         |
| 5.                  | «Between Angels and Insects»           | 3:54         |
| 6.                  | «Blood Brothers»                       | 3:33         |
| 7.                  | «Revenge»                              | 3:41         |
| 8.                  | «Snakes»                               | 3:30         |
| 9.                  | «Never Enough»                         | 3:35         |
| 10.                 | «Binge»                                | 3:48         |
| 11.                 | «Thrown Away (скрытый трек Tightrope)» | 9:39         |
| Общая длительность: | Общая длительность:                    | 45:55        |

Бонус треки (Великобритания)
| №                   | Название                                | Длительность |
| ------------------- | --------------------------------------- | ------------ |
| 12.                 | «Legacy (Британское издание)»           | 3:04         |
| 13.                 | «Dead Cell (Life) (Британское издание)» | 3:50         |
| Общая длительность: | Общая длительность:                     | 52:49        |

В цензурной («чистой») версии альбома, песня «Blood Brothers» заменена песней «Legacy», которая также включена в альбом в специальном издании альбома для Великобритании.

## Участники записи
- Papa Roach:
  - Коби Дик — вокал
  - Дэйв Бакнер — барабаны
  - Тобин Эсперанс — бас-гитара
  - Джерри Хортон — гитара
- Дополнительно:
  - Скретчи на треках 7 и 8 — Адам Голдштейн (DJ A.M.)
  - Бэк-вокал на треке 4 — Aimee Echo & Родни Дюк
- Продюсер — Джей Баумгарднер
- Инженер — Дэвид Домингез
- Protools/инженер — Джеймс Мюррей
- Микс-инженер — D Rock
- Записано и смиксовано на NRG Recording Services
- Мастеринг — Хоуи Уэйнберг (Нью-Йорк)
- A&R — Рон Хандлер
- Менеджмент — Bigtime Management
- Менеджер продукта — Моника Майлод
- Арт-дирекция, фото и дизайн — P.R. Brown (Bau-Da Design Lab, LA)

## Появления песен в других медиа
- «Blood Brothers» звучит в видеоиграх Tony Hawk’s Pro Skater 2, FlatOut 2, в фильме «Единственный» и в тизере к фильму «Эволюция».
- В песне «Blood Brothers» есть слова, напоминающие фразу из фильма «Терминатор (фильм)» — «It’s in your nature to destroy yourselves». («Это в нашей природе — уничтожать самих себя».)
- «Never Enough» звучит в видеоигре Gran Turismo 3.
- «Last Resort» играет во втором эпизоде сериала «Тайны Смолвилля» и в эпизоде сериала «Детектив Раш», а также в одном из эпизодов сериала «Клан Сопрано». Является саундтреком к фильмам «Единственный» и «Тренировочный день».
- «Dead Cell» играет в фильмах «Черепа», «Королева проклятых», а также является саундтреком к игре для PS2 Shaun Palmer’s Pro Snowboarder.